# داوید اچباریا
داوید اچباریا (اسپانیایی: David Etxebarria‎؛ زادهٔ ۲۳ ژوئیهٔ ۱۹۷۳) دوچرخه‌سوار اهل اسپانیا است.
از باشگاه‌هایی که در آن رکاب زده‌است می‌توان به تیم اونسه و ایوسکالتل-ایوسکادی اشاره کرد.